# قيثارة الفلامنكو

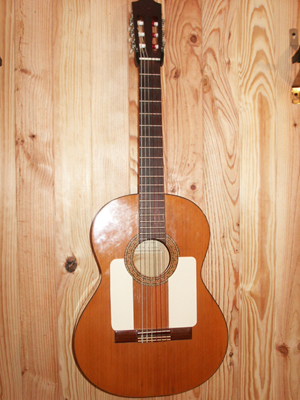
جيتار الفلامنكو ملصوق عليها غلبيدور بلون الأسود

جيتار الفلامنكو آلة عزف وترية، تعد أحد أنواع القيثارات، وتصنف ضمن آلات الموسيقى الكلاسيكية. تشبه الجيتار الإسبانيولي الكلاسيكي، إلا أن الفرق بينهما يكمن في نوع الخشب المصنوع منه، حيث أن جيتار الفلامنكو يصنع من خشب الصنوبر الإسباني، إضافة إلى أن لونه أفتح (مائل إلى الأصفر)، كذلك يختلف سُمْك صندوقهما الصوتي وأجزاء أخرى منها بشكل بسيط.

## استخدام
يستخدم الجيتار في عزف الفلامنكو (بالإسبانية: Flamenco)‏، وهو نوع من الموسيقى الإسبانية، الذي يقوم على أساس الموسيقى والرقص

## الميزة الصوتية
لجيتار الفلامنكو رنين خاص به، أصواته حادة وانفعالية، تميل إلى آلة العود الشرقية.

## أهم العازفين
1. وائل كاميليون [Wail Cameleon]
2. ريو أنجو [Río Ancho]
3. خوان مارتين [Juan Martín]
4. باكو سبرو [Paco Cepero]
5. آرميك [Armik]

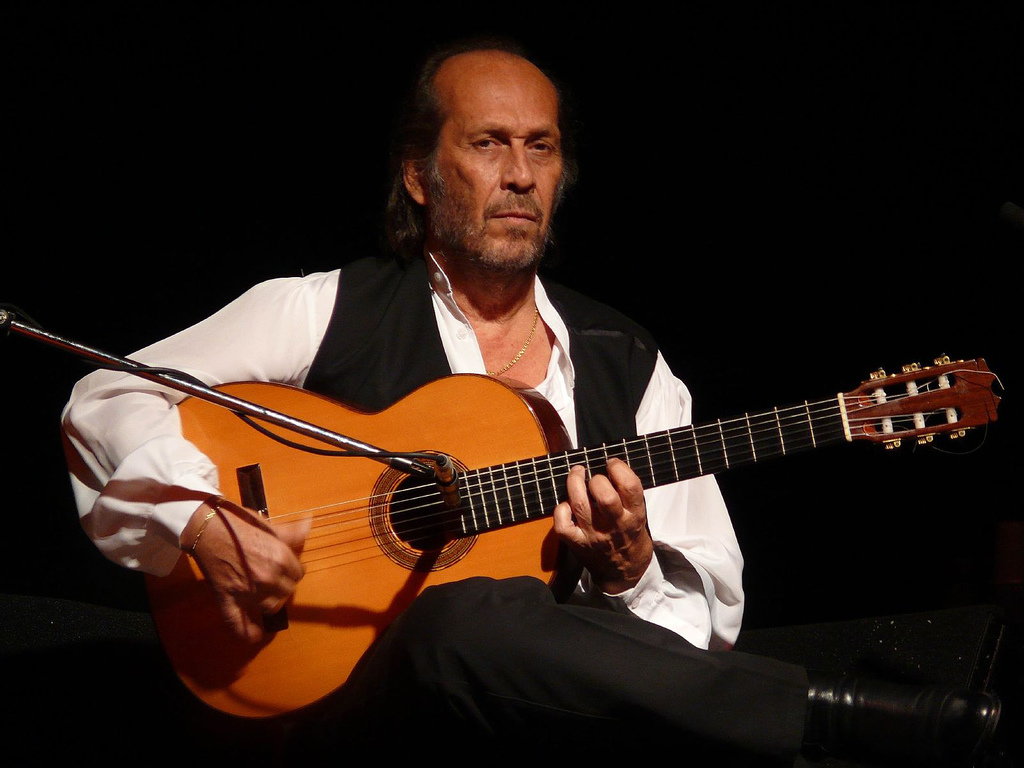
عازف الشهير باكو دي لوسيا

6. باكو دي لوسيا [paco de lucia] (يعتبر من أفضل العازفين في العالم[بحاجة لمصدر])

## اقرأ أيضا
- جيتار كلاسيكي
- جيتار كهربائي
- جيتار الجهير
- موسيقى أندلسية
- روني بينيس
- فلامينكو جديد

## وصلات خارجية
- الفلامنكو - ثقافة أسبانية بألوان غجرية وثقافة عالمية كوسموبوليتية_ تقرير بي بي سي